# Passiflora boenderi
Passiflora boenderi J.M. MacDougal – gatunek rośliny z rodziny męczennicowatych (Passifloraceae Juss. ex Kunth in Humb.). Występuje endemicznie w Kostaryce. 

## Morfologia
PokrójZdrewniałe, trwałe, nagie liany.
LiścieBlaszka liściowa ma podwójnie klapowany kształt. Nasada liścia jest klinowa lub tępa. Mają 4–17 cm długości oraz 4–9,5 cm szerokości. Są całobrzegie. Wierzchołek jest tępy lub ostry. Ogonek liściowy jest nagi i ma długość 10–40 mm. Przylistki są liniowe.
KwiatyPojedyncze lub zebrane w pary. Działki kielicha są podłużnie lancetowate, zielonkawe, mają 0,7–1,4 cm długości. Płatki są podłużnie owalne, zielono-białawe, mają 0,3–0,6 cm długości. Przykoronek ułożony jest w dwóch rzędach, żółty, ma 1–5 mm długości.
OwoceSą prawie kulistego kształtu. Mają 1–2 cm średnicy.

## Biologia i ekologia
Występuje w lasach na wysokości 700–800 m n.p.m.